# A Creature I Don't Know
A Creature I Don't Know es el tercer álbum de la cantautora británica de folk Laura Marling. El álbum salió a la venta el 9 de setiembre de 2011, anunciando su lanzamiento en junio del 2011 con el adelanto de una canción publicada en el canal de YouTube de Laura Marling.

## Lista de canciones
(Todas las canciones fueron compuestas por Laura Marling)
1. "The Muse" – 3:41
2. "I Was Just A Card" – 3:30
3. "Don't Ask Me Why" – 3:58
4. "Salinas" – 4:37
5. "The Beast" – 5:45
6. "Night After Night" – 5:08
7. "My Friends" – 3:58
8. "Rest In Bed" – 3:08
9. "Sophia" – 4:51
10. "All My Rage" – 2:51

## Nota
1. ↑  Basado en 24 opiniones según Metacritic[1]